# Oxyopes bouvieri
Oxyopes bouvieri là một loài nhện trong họ Oxyopidae.
Loài này thuộc chi Oxyopes. Oxyopes bouvieri được Lucien Berland miêu tả năm 1922.